# Namsos
Namsos é uma comuna da Noruega, com 774 km² de área e 12 426 habitantes (censo de 2004).         